# Bittacus occidentis
Bittacus occidentis är en näbbsländeart som beskrevs av Walker 1853. Bittacus occidentis ingår i släktet Bittacus och familjen styltsländor. Inga underarter finns listade i Catalogue of Life.